# Coppa Nordamericana di bob
La Coppa Nordamericana di bob è un circuito internazionale di gare di bob organizzato annualmente dalla Federazione Internazionale di Bob e Skeleton (IBSF) . Le gare si tengono generalmente tra novembre e gennaio. È seconda in termini di importanza solo alla Coppa del Mondo e, insieme alla Coppa Europa, analoga competizione che si svolge sulle piste europee, è utilizzata dalle giovani promesse del bob per fare esperienza a livello internazionale ma anche da atleti affermati in ripresa da infortuni o che non trovano spazio nel massimo circuito mondiale. Non è comunque una competizione che prevede limiti di età per parteciparvi.
A differenza della Coppa del Mondo, le gare di Coppa Nordamericana si disputano solo in località nordamericane, anche se sono aperte a bobbisti di ogni nazionalità.

## Albo d'oro

### Bob a due donne
| Stagione | Vincitrice                    | Seconda                       | Terza                               |
| -------- | ----------------------------- | ----------------------------- | ----------------------------------- |
| 2007-08  | Amanda Stepenko Canada        | Phoebe Burns Stati Uniti      | Bree Schaaf Stati Uniti             |
| 2008-09  | Bree Schaaf Stati Uniti       | Elfje Willemsen Belgio        | Amanda Stepenko Canada              |
| 2009-10  | Lisa Szabon Canada            | Astrid Radjenovic Australia   | Mellissa These Canada               |
| 2010-11  | Jazmine Fenlator Stati Uniti  | Elana Meyers Stati Uniti      | Jamie Greubel Stati Uniti           |
| 2011-12  | Paula Walker Gran Bretagna    | Helen Upperton Canada         | Shauna Rohbock Stati Uniti          |
| 2012-13  | Bree Schaaf Stati Uniti       | Rosalyn Nykolichuk Canada     | Berit Tomten Stati Uniti            |
| 2013-14  | Fabiana Santos Brasile        | Kim Su-nok Corea del Sud      | Bree Schaaf Stati Uniti             |
| 2014-15  | Alysia Rissling Canada        | Brittany Reinbolt Stati Uniti | Julia Corrente Canada               |
| 2015-16  | Nicole Vogt Stati Uniti       | Alysia Rissling Canada        | Kim Yoo-ran Corea del Sud           |
| 2016-17  | Kim Yoo-ran Corea del Sud     | Lee Seon-hye Corea del Sud    | Julie Johnson Canada                |
| 2017-18  | Kim Yoo-ran Corea del Sud     | Nicole Vogt Stati Uniti       | Ying Qing Cina                      |
| 2018-19  | Kori Hol Canada               | Ashleigh Werner Australia     | Nicole Vogt Stati Uniti             |
| 2019-20  | Kori Hol Canada               | Kristi Koplin Stati Uniti     | Shelby Williamson Stati Uniti       |
| 2020-21  | nd                            | nd                            | nd                                  |
| 2021-22  | Brittany Reinbolt Stati Uniti | Alysia Rissling Canada        | Jazmine Fenlator-Victorian Giamaica |

### Bob a due uomini
| Stagione | Vincitrice                   | Seconda                     | Terza                        |
| -------- | ---------------------------- | --------------------------- | ---------------------------- |
| 2007-08  | Alex Torbert Canada          | Trevor Irwin Canada         | Jon McGee Stati Uniti        |
| 2008-09  | John Napier Stati Uniti      | Hiroshi Suzuki Giappone     | Mike Kohn Stati Uniti        |
| 2009-10  | Serge Despres Canada         | Mike Kohn Stati Uniti       | Christopher Spring Australia |
| 2010-11  | Chris Spring Canada          | Nick Cunningham Stati Uniti | Cory Butner Stati Uniti      |
| 2011-12  | Nick Cunningham Stati Uniti  | Cory Butner Stati Uniti     | Heath Spence Australia       |
| 2012-13  | Codie Bascue Stati Uniti     | Jake Peterson Stati Uniti   | Jay Noller Stati Uniti       |
| 2013-14  | Won Yun-jong Corea del Sud   | Kim Dong-hyun Corea del Sud | Patrice Servelle Monaco      |
| 2014-15  | Colin Coughlin Stati Uniti   | Jake Peterson Stati Uniti   | Heath Spence Australia       |
| 2015-16  | Nick Poloniato Canada        | Suk Young-jin Corea del Sud | Justin Olsen Stati Uniti     |
| 2016-17  | Nick Cunningham Stati Uniti  | Taylor Austin Canada        | Suk Young-jin Corea del Sud  |
| 2017-18  | Geoffrey Gadbois Stati Uniti | Taylor Austin Canada        | Shao Yijun Cina              |
| 2018-19  | Chris Spring Canada          | Lamin Deen Gran Bretagna    | Geoffrey Gadbois Stati Uniti |
| 2019-20  | Taylor Austin Canada         | Patrick Norton Canada       | Nick Cunningham Stati Uniti  |
| 2020-21  | nd                           | nd                          | nd                           |
| 2021-22  | Frank Delduca Stati Uniti    | Taylor Austin Canada        | Suk Young-jin Corea del Sud  |

### Bob a quattro uomini
| Stagione | Vincitrice                      | Seconda                         | Terza                        |
| -------- | ------------------------------- | ------------------------------- | ---------------------------- |
| 2007-08  | Trevor Irwin Canada             | Jon McGee Stati Uniti           | Louis Poirier Canada         |
| 2008-09  | Mike Kohn Stati Uniti           | Milan Jagnešák Slovacchia       | John Napier Stati Uniti      |
| 2009-10  | Nicolae Istrate Romania         | Serge Despres Canada            | Mike Kohn Stati Uniti        |
| 2010-11  | Chris Spring Canada             | Cory Butner Stati Uniti         | Nikita Zacharov Russia       |
| 2011-12  | Cory Butner Stati Uniti         | Nick Cunningham Stati Uniti     | Won Yun-jong Corea del Sud   |
| 2012-13  | Codie Bascue Stati Uniti        | Brad Reinsch Canada             | Jake Peterson Stati Uniti    |
| 2013-14  | Hiroshi Suzuki Giappone         | Won Yun-jong Corea del Sud      | Heath Spence Australia       |
| 2014-15  | Edson Luques Bindilatti Brasile | Jake Peterson Stati Uniti       | Ivo de Bruin Canada          |
| 2015-16  | Codie Bascue Stati Uniti        | Nick Poloniato Canada           | Suk Young-jin Corea del Sud  |
| 2016-17  | Nick Cunningham Stati Uniti     | Edson Luques Bindilatti Brasile | Geoffrey Gadbois Stati Uniti |
| 2017-18  | Edson Luques Bindilatti Brasile | Hunter Church Stati Uniti       | Dražen Silić Croazia         |
| 2018-19  | Chris Spring Canada             | Lamin Deen Gran Bretagna        | Hunter Church Stati Uniti    |
| 2019-20  | Taylor Austin Canada            | Jeff McKeen Canada              | Nick Cunningham Stati Uniti  |
| 2020-21  | nd                              | nd                              | nd                           |
| 2021-22  | Taylor Austin Canada            | Frank Delduca Stati Uniti       | Tyler Hickey Stati Uniti     |

### Combinata uomini
| Stagione | Vincitrice                  | Seconda                         | Terza                           |
| -------- | --------------------------- | ------------------------------- | ------------------------------- |
| 2007-08  | Trevor Irwin Canada         | Alex Torbert Canada             | Jon McGee Stati Uniti           |
| 2008-09  | Mike Kohn Stati Uniti       | John Napier Stati Uniti         | Hiroshi Suzuki Giappone         |
| 2009-10  | Serge Despres Canada        | Mike Kohn Stati Uniti           | Nicolae Istrate Romania         |
| 2010-11  | Chris Spring Canada         | Cory Butner Stati Uniti         | Nick Cunningham Stati Uniti     |
| 2011-12  | Nick Cunningham Stati Uniti | Cory Butner Stati Uniti         | Won Yun-jong Corea del Sud      |
| 2012-13  | Codie Bascue Stati Uniti    | Jake Peterson Stati Uniti       | Jay Noller Stati Uniti          |
| 2013-14  | Won Yun-jong Corea del Sud  | Hiroshi Suzuki Giappone         | Heath Spence Australia          |
| 2014-15  | Jake Peterson Stati Uniti   | Colin Coughlin Stati Uniti      | Edson Luques Bindilatti Brasile |
| 2015-16  | Nick Poloniato Canada       | Codie Bascue Stati Uniti        | Suk Young-jin Corea del Sud     |
| 2016-17  | Nick Cunningham Stati Uniti | Edson Luques Bindilatti Brasile | Taylor Austin Canada            |
| 2017-18  | Taylor Austin Canada        | Edson Luques Bindilatti Brasile | Shao Yijun Cina                 |
| 2018-19  | Chris Spring Canada         | Lamin Deen Gran Bretagna        | Geoffrey Gadbois Stati Uniti    |
| 2019-20  | Taylor Austin Canada        | Jeff McKeen Canada              | Nick Cunningham Stati Uniti     |
| 2020-21  | nd                          | nd                              | nd                              |
| 2021-22  | Taylor Austin Canada        | Frank Delduca Stati Uniti       | Suk Young-jin Corea del Sud     |